# 赫爾德冰川
赫爾德冰川（英語：Held Glacier），是南極洲的冰川，位於杜費克海岸，處於伊麗莎白女王嶺地區，全長6公里，流經安德森高地，最終在埃皮道特峰以南注入沙克爾頓冰川，現時由南極條約體系管理。